# ベータ分布
ベータ分布（ベータぶんぷ、英: beta distribution）は、連続確率分布であり、第1種ベータ分布および第2種ベータ分布がある。単にベータ分布と呼んだ場合、第1種ベータ分布を指す。

## 第1種ベータ分布
第1種ベータ分布（英: beta distribution of the first kind）の確率密度関数は以下で定義される。
{\displaystyle f(x;\alpha ,\beta )={\frac {x^{\alpha -1}(1-x)^{\beta -1}}{B(\alpha ,\beta )}}}
ここで B(α, β) はベータ関数であり、確率変数の取る値は 0 ≤ x ≤ 1、パラメータ α, β はともに正の実数である。期待値は α/α + β、分散は {\displaystyle {\frac {\alpha \beta }{(\alpha +\beta )^{2}(\alpha +\beta +1)}}} である。自然パラメータを η = (α − 1, β − 1) として以下のように書き換えられるので、ベータ分布は指数型分布族である。
{\displaystyle f(x;\eta )=h(\eta )\exp(\eta \cdot u(x))}
ただし {\displaystyle h(\eta )={\frac {1}{B(\alpha ,\beta )}},u(x)=(\log x,\log(1-x))} である。

### 累積分布関数
累積分布関数は、以下の式で与えられる。
{\displaystyle F(x;\alpha ,\beta )={\frac {\int _{0}^{x}t^{\alpha -1}(1-t)^{\beta -1}dt}{\mathrm {B} {}(\alpha ,\beta )}}=I_{x}(\alpha ,\beta )}
ここで、 {\displaystyle \int _{0}^{x}t^{\alpha -1}(1-t)^{\beta -1}dt} は、不完全ベータ関数であり、 {\displaystyle I_{x}(\alpha ,\beta )} は、正則化不完全ベータ関数である。

### 他の分布との関係
- {\displaystyle \alpha =\beta =1/2}のとき逆正弦分布（英語版）になる。
- {\displaystyle \alpha =\beta =1}のとき一様分布になる。

## 一般化ベータ分布
a, b, c, p, q が実数パラメータで、0 ≦ c ≦ 1 で、b, p, q が正の時、下記の確率密度関数を一般化ベータ分布（英: generalized beta distribution）という。
{\displaystyle GB(x;a,b,c,p,q)={\frac {|a|x^{ap-1}(1-(1-c)(x/b)^{a})^{q-1}}{b^{ap}B(p,q)(1+c(x/b)^{a})^{p+q}}}\quad \quad {\text{  for }}0<x^{a}<{\frac {b^{a}}{1-c}},}

### 一般化第1種ベータ分布
c = 0 の時、一般化第1種ベータ分布（英: generalized beta of first kind）という。
{\displaystyle GB1(x;a,b,p,q)=GB(x;a,b,c=0,p,q).}
{\displaystyle GB1(x;a,b,p,q)={\frac {|a|x^{ap-1}(1-(x/b)^{a})^{q-1}}{b^{ap}B(p,q)}}}

### 一般化第2種ベータ分布
c = 1 の時、一般化第2種ベータ分布（英: generalized beta of second kind）という。台は {\displaystyle x\in (0,\infty )\!} 。
{\displaystyle GB2(x;a,b,p,q)=GB(x;a,b,c=1,p,q).}
{\displaystyle GB2(x;a,b,p,q)={\frac {|a|x^{ap-1}}{b^{ap}B(p,q)(1+(x/b)^{a})^{p+q}}}}